# Steve Jurvetson
Steven T. (más conocido como »Steve«) Jurvetson  nació el 1 de marzo de 1967, es el director general de la firma de inversiones de riesgo Draper Fisher Jurvetson (DFJ). Él era un capitalista de riesgo de los inversores en Hotmail (la firma por él dirigida aportó unos 300.000 dólares como capital inicial para Hotmail), de Interwoven, y Kana. También dirigió las inversiones de la firma en Tradex y Cyras (adquirida por Ariba y Ciena, respectivamente).
Actualmente sus inversiones incluyen Baidu (conocida red social), SpaceX , Synthetic Genomics , Tesla Motors y Wowd, entre otras tantas (llegan a ser unas 600 empresas en todo el Mundo).
Jurvetson se graduó de Dallas, Escuela San Marcos de Texas en 1985. En la Universidad de Stanford, Jurvetson terminó su licenciatura en ingeniería eléctrica en 2,5 años y se graduó primero en su clase. 
Luego obtuvo una maestría en ingeniería eléctrica, también de Stanford. Como consultor de Bain & Company, Jurvetson desarrollado ejecutivo de marketing, ventas, ingeniería y estrategias de negocio para una amplia gama de empresas en el software, redes, y las industrias de semiconductores y ha trabajado junto a Meg Whitman y Mitt Romney.
Jurvetson es un hijo de refugiados provenientes de Estonia, que huyeron de la Unión Soviética durante la Segunda Guerra Mundial. Se entiende que es un pariente del presidente Konstantin Päts, presidente de Estonia en los años 1930.